# Whyalla
Whyalla è una città dell'Australia Meridionale (Australia); essa si trova 380 chilometri a nord di Adelaide ed è la sede della Città di Whyalla. Al censimento del 2006 contava 21.122 abitanti.

## Storia
La città è stata fondata nel 1901 dalla Broken Hill Proprietary Company (BHP) come stazione di termine della ferrovia che portava il minerale ferroso dalle Middleback Ranges per essere utilizzato negli stabilimenti di Port Pirie. Il materiale veniva poi trasportato a destinazione con battelli appositi.
L'insediamento era composto da alcuni cottages e tende situate alla base di una collina e dal nome di essa la località prese il nome di Hummock's Hill. La cittadina, cresciuta negli anni, prese il nome di Whyalla il 1º novembre 1919.